# دولچاکوا
دولچاکوا (به ایتالیایی: Dolceacqua) یک کومونه در ایتالیا است که در استان ایمپریا واقع شده‌است.

## خصوصیات
دولچاکوا ۲۰٫۲ کیلومترمربع مساحت و ۲٬۰۷۸ نفر جمعیت دارد.